# Història d'Aran
La història d'Aran és la que transcorre al territori de la vall d'Aran.

## Prehistòria i antiguitat a l'Aran
Algunes sepultures trobades a Aran documenten el poblament de la vall entre el bronze mitjà (1500-1200 aC) i l'edat del ferro; culturalment la vall està vinculada les cultures de l'alta Garona però amb comunicació amb les valls del sud del Pirineu. La ramaderia en seria la principal activitat econòmica.
La toponímia aranesa indica que la població preromana “era d'origen aquità, amb un substrat iberobasc arraconat pel cèltic a partir de l'estret d'es Bòrdes”.
Polibi assenyala que Hanníbal, passat l'Ebre, va sotmetre els ilergets, els bargusis, els airenosis i els andosins. Es creu que els airenosis podrien estar etimològicament relacionats amb el nom Aran, per bé que els seus dominis podrien arribar fins al Pallars. Segons Juli Cèsar (56 aC) el riu Garona era una frontera natural que separava els aquitans dels gals.
La romanització hi hauria estat intensa, però també s'hi mantingué part de la cultura local, com ho testimonia la inscripció votiva d'Escunhau "ILURBERRIXO ANDEREXO", de clara rel basca (ilur= 'població', andere= 'dona'), la capital n'era Vetula (Viella) i estava administrativament vinculada a Lugdúnum, on hi havia el mercat més gran de bestiar de la Gàl·lia, en què Aran devia participar amb els seus propis productes, però sobretot hi donava accés als productes pirinencs de la península Ibèrica per la via romana que, travessant la vall, conduïa a Aeso (Isona, Pallars) i a Labitolosa (la Pobla de Castre, Ribagorça).
A l'entorn de l'any 400 es poden datar les primeres restes cristianes de la vall (necròpoli d'eth Haro de Garòs), coincidint amb l'arribada dels visigots, a partir del 413, i més tard dels francs, que els expulsaren (507).

## Edat mitjana a Aran

### Alta edat mitjana
La història medieval d'Aran és complexa per la manca absoluta de fonts formals directes fins al segle xii, cosa que obliga a deduccions contextuals, i per les aparents contradiccions i indeterminacions d'algunes cites posteriors fins ben entrat el segle xiii. En qualsevol cas, Aran en la primera edat mitjana va pendular entre els poders situats al nord i al sud dels Pirineus, que exerceixen un poder efectiu molt precari i de caràcter temporal, per l'esforç que suposava superar l'aïllament geogràfic i per la tendència dels naturals de la vall a refusar dominis externs i a autoorganitzar-se comunalment.
Inicialment Aran sembla participar en la tradició de les terres situades al sud del Garona, on Fredegari (+660) situa Wasconia, la futura Gascunya, que és un territori i una societat en continu enfrontament amb els merovingis. Aquesta vinculació amb els pobles vascons es veu confirmada, molt tardanament, en l'obra literària Cançó de Santa Fe, de la segona meitat del segle xi i primera menció documental d'Aran, en què figura el vers següent: "Cisclan i bascon, qe son d'Aran" (xisclen [o xiulen] els vascons que són d'Aran).
Posteriorment cal situar la vall d'Aran en l'òrbita de Guillem I de Tolosa, conqueridor de la Ribagorça i del Pallars, amb els quals Aran constituïa un contínuum territorial necessari per connectar-los amb les seves possessions estrictament tolosanes per la via romana preexistent. Però la gran complexitat de l'àrea, on conflueixen els límits de diverses cultures, pobles i canvis polítics (els vascons finalment sotmesos pels carolingis, els musulmans que fugaçment arribaren a l'alt Pirineu, i les conquestes personals de Guillem de Tolosa al sud), no permet avaluar com es pogué produir aquesta incorporació, que en tot cas tindria com a data ante quem l'any 802-803.
Cap a l'any 872, Ramon II de Pallars-Ribagorça s'empoderà dels comtats de Ribagorça i Pallars, i no reconegué la usurpació que Bernat Plantapilosa havia fet del comtat de Tolosa, i això situava Aran en la frontera dels dos territoris, un que en maldava per conservar la independència i l'altre que cercava tornar-lo a annexionar. En favor que Aran acabés per quedar a la part ribagorçana en parlen les Cròniques de Santa Maria d'Alaó, una font ribagorçana tardana (1154), que lamenta que en el moment d'escriure’s Aran no tenia senyor, i que en dona les dades següents:
- Ató de Bigorra, bisbe de Roda (a. 939-ca. 950), germà de Bernat I de Ribagorça (fill de Ramon II de Pallars i Ribagorça i també germà d'Isarn I de Pallars i de Llop I de Pallars), era propietari d'Aran.

- Els comtes Ramon II de Ribagorça (955-970) i Isern de Ribagorça (990-1003) també havien posseït Aran, i Guillem de Ribagorça (1011-1017) per dret hereditari també ho volia fer; va morir en l'intent de conquerir-lo.

- Pere I d'Aragó i Pamplona, també comte de Ribagorça entre 1085-1104, va morir a Aran sense que es donin més detalls del cas.

A més de la distància temporal dels fets que s'expliquen, crida l'atenció que no existeix continuïtat cronològica entre tots els suposats governants ribagorçans d'Aran; en un dels casos també s'explicita que se n'havia perdut el domini, i en dos que hi moriren els cabdills. Tot plegat porta a pensar que hi havia més pretensió de domini que domini efectiu o que, en tot cas, aquest era precari. La manca d'altres fonts no permet saber si la contestació als intents de control ribagorçà procedirien dels mateixos aranesos o del poder tolosà o d'altres comtats fronterers.
Sobre terreny més sòlid es pot historiar el regnat d'Alfons el Bataller d'Aragó (1104-1134), en què ja disposem de documentació coetània; l'any 1108 un document privat cita entre els seus estats Aran, potser més nominalment que real, en tant que també se cita el seu govern al Pallars sobre el qual no tenia domini directe i perquè aquesta circumstància no es torna a documentar fins al final del seu regnat, en què el trobem efectuant actes de govern, ara sí, sobre Aran:
- El març de 1130 ordena als seus barons i fidels d'Aran que paguin els delmes dels seus drets a Calvet, sacerdot de Santa Maria de Mijaran, primera cita de caràcter religiós de la vall.
- L'agost de 1130 Arnau Guillem era tinent seu a Viella.
- En un mes indeterminat del mateix any signa un document, estant “in Belsos de Aran” (Bossost).
- Entre 1130 i 1134 la documentació de la seva cancelleria el designa diverses vegades com regnant a Aran.

Segons l'historiador Pere Benito i Monclús, és a l'entorn de l'estada a Aran del rei Bataller que s'ha de situar el tractat d'Emparança i no en temps d'Alfons el Cast, com fan la majoria de tractadistes.
A la mort del Bataller, Aran deixa d'aparèixer en la documentació alguns anys, i quan ho fa és de manera contradictòria i difícil d'explicar si no és per situacions d'alternança violenta en el domini, que degué iniciar-se durant el regnat de Ramir II, el qual tingué serioses dificultats per exercir el poder efectiu sobre els seus territoris:
- El 1144, el comte Bernat II de Comenge s'intitula «nobilissimo comite dominante in terra Convenarum, in Saves, in Couserans et in Aranno»[5]
- 1154 el comte de Pallars Jussa Arnau Mir, es queixava que Ramon d'Erill s'havia apropiat d'"Araran", que sembla que només pot correspondre a Aran.
- El mateix any de 1154, les esmentades cròniques d'Alaó afirmen que Aran no té senyor.
- En tot cas, el 1157, en Ramon Berenguer IV és citat com regnant a Aran.

Amb el regnat d'Alfons el Cast (1162-1196), a qui també s'atribueix ser l'autor del tractat de l'Emparança (1169 o 1175 segons els autors), apareix informació consistent sobre el domini de la Corona d'Aragó, però s'inaugura una etapa en què Aran passa a ser una peça d'intercanvi senyorial a l'escaquer pirinenc, destinat a obtenir beneficis polítics o a establir aliances profitoses, però que no acaben de deslligar Aran de la corona.
La primera notícia del seu regnat poc té a veure amb la seva acció de govern: el 1167 va tenir lloc a Sant Felitz de Lauragués, prop de Tolosa, un concili herètic càtar amb participants d'Aran.
El 1175 el rei va cedir Aran i el senyoriu de Borderas a Cèntul III de Bigorra i a sa muller Matella a canvi del seu vassallatge (potser és una confirmació d'un dot concedit per Ramon Berenguer IV, ja que el matrimoni s'havia realitzat el 1155 i Matella era cosina del comte). A la mort de Cèntul, 1180, el succeí la seva filla Beatriu III de Bigorra, que maridà amb Bernat IV de Comenge, el qual la va repudiar, el 1192, tot conservant el control de Bigorra; aleshores el rei Alfons el va obligar a abdicar de Bigorra en favor de la seva filla Peronella, a la qual el rei casà amb Gastó VI, i esdevingué comte de Bigorra per donació reial, però n'exclogué expressament Aran, per no tenir relació amb l'esmentat comtat, segons afirma l'acte de donació.
Aquell mateix any de 1192 també es construirà l'hospital de Viella per donar allotjament als vianants que volien passar el port de la Bonaigua.
Encara Bernat IV de Comenge tornaria a dominar Aran. L'any 1197 s'havia casat amb Maria de Montpeller, futura mare de Jaume I, i el 1201 Pere el Catòlic el va forçar a repudiar-la compensant-lo amb la vall d'Aran; tres anys més tard, Pere s'hi casaria.

### Baixa edat mitjana
El 1220 Aran ja tornava a estar desvinculat del comtat de Comenge i era possessió de Jaume I, sense que hagi quedat registrat com s'hauria produït la devolució; només es pot indicar com havia quedat el tauler d'escacs a banda i banda dels Pirineus després de la derrota de Muret, que en tot o en part ha d'estar relacionat amb la restitució d'Aran. A la mort de Pere el Catòlic, Sanç de Barcelona i d'Aragó exercí la regència del regne (1213-1218) portant una activa política de suport a la causa occitana, que a més d'accions polítiques i militars també inclogué actes de política matrimonial. Així el 1215 Peronella de Bigorra enviudà de Gastó de Bearn, i Sanç li arranjà un nou matrimoni amb el seu fill, Nunyo Sanç, però per pressions de Simó de Montfort, el papa el declarà nul. Simó obligà a Bernat IV de Comenge a donar la seva filla Peronella en matrimoni al seu fill Guiu de Montfort, condició prèvia per restituir-li el comtat de Comenge del qual havia estat desposseït el 1212. Bernat, que no devia estar gaire unit a la seva filla després de l'afer de l'herència de Bigorra, el 1217 encara s'alça contra Simó de Montfort i lluità contra els croats fins al 1220.
El 1259 el tractat de Corbeil definia l'àrea d'influència del Regne de França i de la Corona d'Aragó al Llenguadoc i a la Provença, que essencialment suposava la institucionalització del statu quo existent en aquell moment: pràcticament conclosa l'ocupació francesa de l'Occitània oriental, tret d'alguns enclavaments de senyoriu directe de Jaume I, que no hi son esmentats, el comtat de Foix i els feus aquitans de Biarn i Bigorra, l'Aran no és citat, com les altres possessions directes de Jaume I, indicador que la seva tinença no era objecte de disputa.
Amb tot, en el context de la croada contra la Corona d'Aragó el senescal de Tolosa, Eustaqui de Beaumarchais, invadí Aran el novembre de 1283, amb el suport d'Augèr de Berbedà, senyor de Les, i d'una part significativa dels aranesos. Derrotats els francesos el 1285, Aran no va ser retornat a Pere el Gran amb l'excusa que l'ocupació era causada per les vexacions dels aranesos al comtat de Comenge i no a la Guerra de Sicília, així que la pau d'Anagni (1295) no resolgué la qüestió. Finalment el cas fou abordat pel tractat d'Argelers de 1298 pel qual Felip el Bell i Jaume el Just acordaren que Aran seria administrat fiduciàriament per Jaume II de Mallorca, un sobirà neutral, mentre no es trobés una solució diplomàtica a la situació creada. De l'administració mallorquina sabem que foren nomenats governadors i que es dictaren lleis d'ordre processal penal.
Finalment al concili de Viena acordà nomenar una comissió mixta que resolgué en favor de retornar l'Aran a Jaume II, cosa que pel conveni de Poisy feu efectiu Sanç de Mallorca el 23 d'abril de 1313. L'agost d'aquell mateix any Jaume el Just atorgà la Querimònia, una compilació del dret històric aranès, tant escrit com consuetudinari, ampliat amb noves franqueses i privilegis, que constituiria la norma bàsica sobre la qual pivotaria l'ordenament polític, jurídic i administratiu aranès, tant pel que fa a la seva organització interna com en la seva relació amb la monarquia fins al primer terç del segle xix.
Garantia de la seva plena llibertat i autonomia, tant en l'àmbit personal com col·lectiu, la defensa dels seus privilegis i, alhora, del seu vincle amb la Corona d'Aragó i, dins d'aquesta, amb el Principat de Catalunya, van esdevenir els dos principals objectius de la comunitat i les institucions araneses durant els segles posteriors. Així, l'any 1381, i a petició dels representants de la vall, el rei Pere el Cerimoniós va establir de nou que aquesta no pogués ser mai més separada de la corona reial ni tampoc del Principat de Catalunya, privilegi que posteriorment seria també confirmat per altres monarques de la seva nissaga. La plena incorporació d'Aran a Catalunya va ser també sol·licitada pels síndics i procuradors de la vall l'any 1411 i fou referendada per les Corts catalanes. D'aquesta manera, les constitucions i altres drets catalans esdevingueren dret supletori dels privilegis de la vall i, en conseqüència, garantia també de la seva llibertat i autonomia davant les intromissions potencials del poder reial. Tot i formar part de Catalunya, Aran mantingué sempre la seva singularitat territorial i el sistema i règim polític i administratiu heretats dels segles precedents, i gaudí d'un ampli marge d'autonomia en el govern dels seus afers interns.
Com altres comunitats pirinenques, la base de l'organització política i administrativa tradicional aranesa fou sempre la casa. Localment, l'assemblea dels caps de casa administrava els afers de la comunitat i triava els seus representants, els anomenats cònsols o còssos. Alhora, almenys des del segle xiii al XVI, els pobles aranesos s'agrupaven en tres circumscripcions administratives més grans, anomenades terçons (Garòs, Viella i Bossòst). La reunió dels cònsols de tots els pobles de la vall i, alhora, dels seus consellers i prohoms, formava la Cort o Consell General de la Vall, que constituïa la més alta institució de representació, govern i administració de la comunitat aranesa. El Consell General podia també triar delegats o representants del conjunt de la vall per a afers específics, els anomenats síndics.

## Edat moderna a Aran
Des de principis de l'edat moderna, els terçons de la vall foren ampliats a sis (Pujòlo, Arties e Garòs, Castièro, Marcatosa, Lairissa i Quate Lòcs). Cada terçó triava també uns representants específics, anomenats consellers i prohoms. El dret d'assistència a les reunions del Consell General de la Vall va quedar restringit únicament als consellers i prohoms nomenats pels terçons que aleshores la conformaven.
Amb la promulgació de les anomenades Ordinaciones, Pragmáticas y Edictos Reales del Valle de Aran, l'any 1618, per mandat del rei Felip III la composició, el sistema d'elecció i la manera de funcionar d'arrel medieval del Consell General de la Vall van ser pregonament modificats. D'aleshores ençà, la més alta institució de govern i representació de la comunitat aranesa restà integrada exclusivament per tretze membres: sis consellers, sis prohoms i un síndic general, tots ells triats per sorteig.
La promulgació del Decret de Nova Planta l'any 1718, que tan advers fou per a les institucions catalanes, no va afectar formalment Aran, que va mantenir el seu sistema polític i administratiu tradicional, per bé que molt minvat en la seva autonomia. Per mor d'això, el territori aranès no va restar integrat dins el nou sistema dels corregiments que l'autoritat borbònica va implantar arreu de Catalunya, i va constituir-ne un districte especial.

## Edat contemporània a Aran
Les guerres hispanofranceses de finals del segle xviii i principis del XIX i el pes de l'autoritat reial a la vall van entorpir el funcionament ordinari del Consell General de la Vall i la seva capacitat de decisió. Tanmateix, Aran va mantenir el seu sistema administratiu tradicional fins a almenys l'any 1834, en què el territori va quedar definitivament incorporat a la nova província de Lleida, creada un any abans per l'estat espanyol. D'aleshores ençà, el territori aranès es va convertir en un partit judicial més de la dita província i s'hi implantà el sistema d'ajuntaments general a tot l'estat.
Tot i el desballestament jurídic del sistema institucional tradicional aranès, el seu record i el pregon sentiment de comunitat de vall va perdurar en la consciència i en el cor de molts aranesos fins al primer terç del segle xx, i va rebrotar esporàdicament en algunes reivindicacions i accions mancomunades dels ajuntaments aranesos d'aquell temps. També amb motiu de l'aprovació de l'Estatut d'autonomia de Catalunya l'any 1932, alguns intel·lectuals aranesos residents a Barcelona van sol·licitar al Govern català el reconeixement dels drets històrics d'Aran, però la iniciativa no va prosperar.

### Aran en l'actualitat
Amb el retorn de les llibertats democràtiques a l'estat espanyol a partir de l'any 1975, la consciència i la reivindicació dels drets històrics d'Aran i, alhora, de la necessitat de protegir i oficialitzar l'aranès van emergir de nou en el si de la comunitat aranesa, i van cristal·litzar l'any 1978 amb la constitució de l'associació de veïns Es Terçons, que en va fer les seves dues principals reivindicacions. El mateix any, i durant el procés de redacció de l'esborrany de l'Estatut d'autonomia de Catalunya, l'associació veïnal aranesa va fer arribar als parlamentaris catalans reunits a Sau la seva aspiració i exigència democràtica de reconeixement del fet diferencial aranès, la necessitat de protecció i oficialització de la seva llengua, i la seva ferma voluntat d'aconseguir el restabliment i la recuperació de les institucions polítiques i administratives tradicionals de la vall.
La justícia i la pertinència de la reivindicació aranesa van determinar un primer reconeixement dels drets històrics i lingüístics d'Aran en l'Estatut d'autonomia de Catalunya que el Parlament català aprovà l'any 1979. Així, l'article 3.4 de l'Estatut establia: «La parla aranesa serà objecte d'ensenyament i d'especial respecte i protecció». La disposició addicional primera disposava: «En el marc de la Constitució i del present Estatut seran reconegudes i actualitzades les peculiaritats històriques de l'organització administrativa interna de la Vall d'Aran». El desplegament legislatiu posterior d'aquests preceptes estatutaris va permetre configurar un estatut jurídic progressivament reforçat de la llengua pròpia d'Aran i, alhora, va fer possible la recuperació de les institucions històriques d'autogovern d'Aran.
En aquest sentit, en un primer moment, la Llei 7/1983, del 18 d'abril, de normalització lingüística a Catalunya, va declarar l'aranès, varietat de l'occità, llengua pròpia d'Aran i va proclamar certs drets lingüístics dels aranesos, juntament amb el mandat adreçat als poders públics de garantir-ne l'ús i l'ensenyament. Més endavant, la Llei 16/1990, de 13 de juliol, sobre el règim especial de la Vall d'Aran, va concretar i activar el reconeixement del sistema institucional tradicional aranès, encarnat en els històrics terçons i en el Consell General de la Vall, i va definir també la tipologia i l'abast de les seves competències. A més, la Llei va declarar també l'oficialitat territorialitzada de la llengua pròpia de la vall, i en va millorar les garanties d'ús i ensenyament, a més d'incloure un manament general d'impulsar-ne la normalització a Aran.
L'aprovació de l'Estatut d'autonomia de Catalunya del 2006 va suposar un nou i decisiu pas endavant en el ple reconeixement de la realitat nacional occitana d'Aran i, alhora, un canvi fonamental respecte de la situació precedent en relació amb l'oficialitat de la llengua pròpia de la comunitat aranesa. Així, l'article 11 de l'Estatut estableix: «Els ciutadans de Catalunya i les seves institucions polítiques reconeixen l'Aran com una realitat nacional dotada d'identitat cultural, històrica, geogràfica i lingüística, defensada pels aranesos als llarg dels segles. Aquest Estatut reconeix, empara i respecta aquesta singularitat i reconeix Aran com a entitat territorial singular dins de Catalunya, la qual és objecte d'una particular protecció per mitjà d'un règim jurídic especial». A més, l'article 6.5 declara també l'oficialitat de la llengua occitana, denominada aranès a Aran, a Catalunya. Al seu torn, l'article 94 explicita el nou marc de l'organització institucional pròpia d'Aran i les especificitats del seu règim jurídic. Finalment, la disposició addicional cinquena estableix també el calendari de la revisió del règim especial d'Aran per adaptar-lo al que disposa el mateix Estatut. Amb l'aprovació de la Llei 35/2010, de l'1 d'octubre, de l'occità, aranès a l'Aran, el Parlament de Catalunya va encetar el desenvolupament del mandat estatutari en relació amb Aran, i va convertir l'occità en llengua oficial a tot Catalunya.
El nacionalisme aranès es troba molt fort, segons un estudi del 2007, que trobà que dels enquestats, un 65% se sent aranès.
Amb l'aprovació de la Llei 1/2015, del 5 de febrer, del règim especial d'Aran, la cambra legislativa catalana completa aquest mandat i, alhora, canalitza i articula el legítim dret i l'aspiració d'un ampli sector de la població aranesa, expressat mitjançant els seus representants polítics, d'assolir un major nivell d'autogovern, adaptant la composició, les competències i el funcionament del Consell General d'Aran als nous reptes, necessitats i aspiracions de la societat aranesa contemporània.